# Liste des intercommunalités des Alpes-de-Haute-Provence

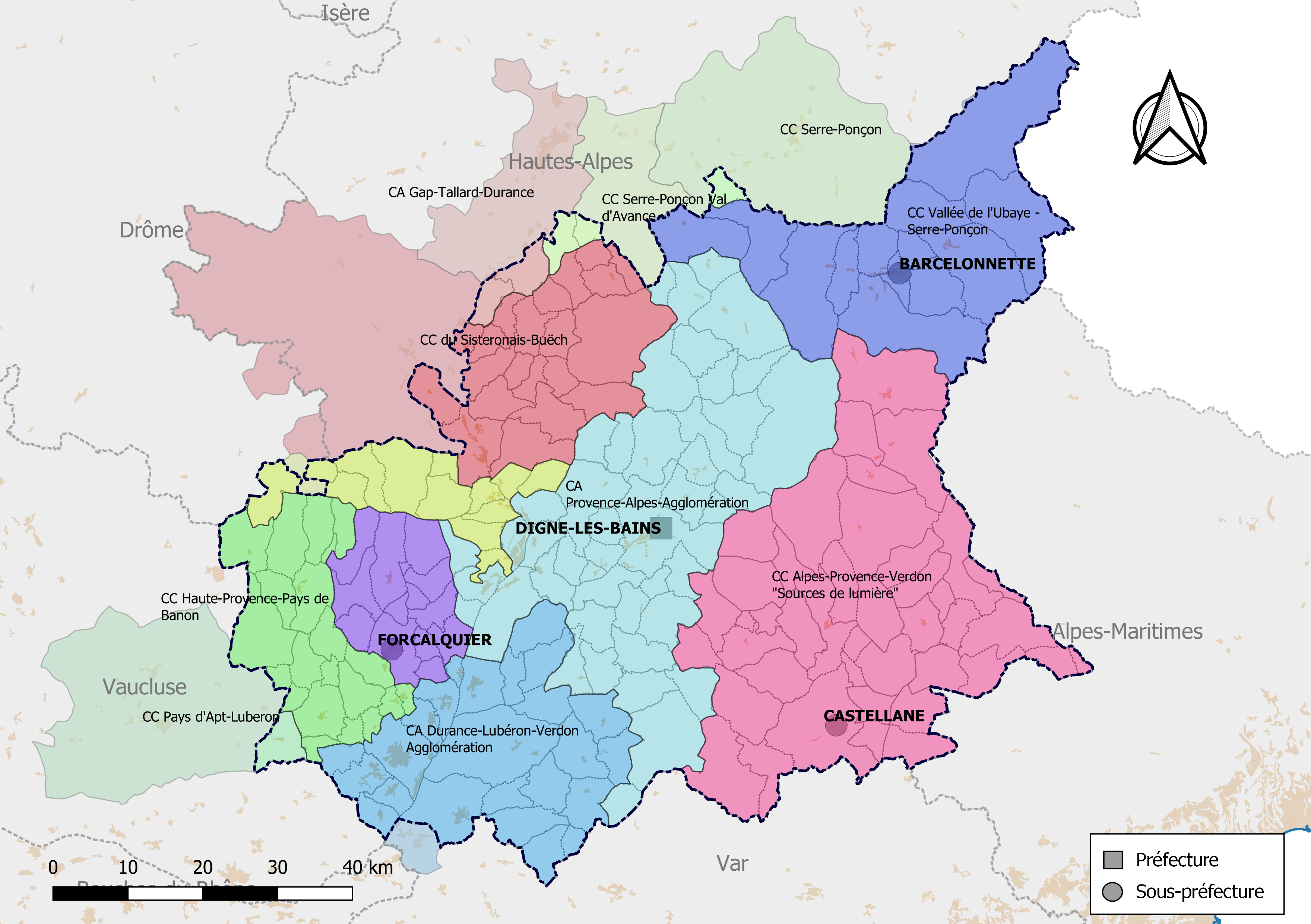
Carte des EPCI des Alpes-de-Haute-Provence au 1er janvier 2019.

Au 1er janvier 2017, le département des Alpes-de-Haute-Provence est couvert par douze établissements publics de coopération intercommunale (EPCI) à fiscalité propre, se décomposant en trois communautés d'agglomération (dont une ayant son siège dans les Hautes-Alpes) et neuf communautés de communes (dont deux ayant leur siège dans les Hautes-Alpes et une dans le Vaucluse).
Ces structures regroupent l'ensemble des communes du département (200 en 2015, puis 199 en 2016, puis 198 en 2017).

## Intercommunalités à fiscalité propre
| Forme juridique                                            | Nom                                           | no SIREN  | Date de création | Nombre de communes                          | Population (der. pop. légale) | Superficie (km2) | Densité (hab./km2) | Siège                         | Président                |
| ---------------------------------------------------------- | --------------------------------------------- | --------- | ---------------- | ------------------------------------------- | ----------------------------- | ---------------- | ------------------ | ----------------------------- | ------------------------ |
| Communauté d'agglomération                                 | CA Durance-Lubéron-Verdon Agglomération       | 200034700 | 1er janvier 2013 | 25 (dont 24 dans le 04)                     | 63 462 (2021)                 | 838,50           | 76                 | Manosque                      | Jean-Christophe Pétrigny |
| Communauté d'agglomération                                 | CA Provence-Alpes-Agglomération               | 200067437 | 1er janvier 2017 | 46                                          | 48 136 (2021)                 | 1 574,0          | 31                 | Digne-les-Bains               | Patricia Granet          |
| Communauté de communes                                     | CC du Sisteronais-Buëch                       | 200068765 | 1er janvier 2017 | 60 (dont 21 dans le 04)                     | 25 315 (2021)                 | 1 488,30         | 17                 | Sisteron                      | Daniel Spagnou           |
| Communauté de communes                                     | CC Alpes Provence Verdon - Sources de Lumière | 200068625 | 1er janvier 2017 | 41                                          | 11 388 (2021)                 | 1 718,10         | 7                  | Saint-André-les-Alpes         | Maurice Laugier          |
| Communauté de communes                                     | CC Haute-Provence-Pays de Banon               | 200071025 | 1er janvier 2017 | 21                                          | 9 929 (2021)                  | 479,30           | 21                 | Mane                          | Jacques Depieds          |
| Communauté de communes                                     | CC du pays de Forcalquier et montagne de Lure | 240400440 | 1er janvier 2003 | 13                                          | 9 978 (2021)                  | 309,40           | 32                 | Forcalquier                   | David Gehant             |
| Communauté de communes                                     | CC Vallée de l'Ubaye - Serre-Ponçon           | 200072304 | 1er janvier 2017 | 13                                          | 7 617 (2021)                  | 1 013,60         | 8                  | Barcelonnette                 | Sophie Vaginay-Ricourt   |
| Communauté de communes                                     | CC Jabron-Lure-Vançon-Durance                 | 200071033 | 1er janvier 2017 | 14 (dont 13 dans le 04)                     | 5 328 (2021)                  | 305,40           | 17                 | Salignac                      | René Avinens             |
| Intercommunalités dont le siège est situé hors département |                                               |           |                  |                                             |                               |                  |                    |                               |                          |
| Communauté d'agglomération                                 | CA Gap-Tallard-Durance                        | 200067825 | 1er janvier 2017 | 17 (dont 2 dans le 04)                      | 50 561 (2021)                 | 351,40           | 144                | Gap (Hautes-Alpes)            | Roger Didier             |
| Communauté de communes                                     | CC Serre-Ponçon                               | 200067742 | 1er janvier 2017 | 17 (dont 1 dans le 04)                      | 16 852 (2021)                 | 608,80           | 28                 | Embrun (Hautes-Alpes)         | Chantal Eymeoud          |
| Communauté de communes                                     | CC Serre-Ponçon Val d'Avance                  | 200067320 | 1er janvier 2017 | 16 (dont 2 dans le Alpes-de-Haute-Provence) | 7 813 (2021)                  | 244,60           | 32                 | La Bâtie-Neuve (Hautes-Alpes) | Joël Bonnaffoux          |
| Communauté de communes                                     | CC Pays d'Apt-Luberon                         | 200040624 | 1er janvier 2014 | 25 (dont 1 dans le 04)                      | 28 577 (2021)                 | 635,70           | 45                 | Apt (84)                      | Gilles Ripert            |

## Anciennes intercommunalités
| Nom de l'intercommunalité            | Siège                      | Date de création | Date de disparition | Nombre de communes | Remarques  |
| ------------------------------------ | -------------------------- | ---------------- | ------------------- | ------------------ | ---------- |
| Asse Bléone Verdon                   | Digne-les-Bains            | 29 novembre 2012 | 2017                | 17                 |            |
| Duyes et Bléone                      | Mallemoisson               | 29 décembre 1992 | 2017                | 7                  |            |
| Haute Bléone                         | Le Brusquet                | 11 décembre 2003 | 2017                | 6                  |            |
| Haute-Provence                       | Mane                       | 22 décembre 1992 | 2017                | 8                  |            |
| Haut-Verdon Val d'Allos              | Beauvezer                  | 13 décembre 2004 | 2017                | 6                  |            |
| La Motte-du-Caire - Turriers         | La Motte-du-Caire          | 5 décembre 2008  | 2017                | 15                 |            |
| Lure-Vançon-Durance                  | Salignac                   | 30 mai 2005      | 2017                | 6                  |            |
| Moyen Verdon                         | Castellane                 | 29 décembre 1993 | 2017                | 19                 |            |
| Moyenne Durance                      | Château-Arnoux-Saint-Auban | 26 novembre 2001 | 2017                | 8                  |            |
| Pays de Banon                        | Banon                      | 18 décembre 2008 | 2017                | 12                 |            |
| Pays d'Entrevaux                     | Entrevaux                  | 31 décembre 2008 | 2017                | 6                  |            |
| Vallée du Jabron                     | Noyers-sur-Jabron          | 23 décembre 2002 | 2017                | 8                  | [ Note 3 ] |
| Vallée de l'Ubaye                    | Barcelonnette              | 31 décembre 1992 | 2017                | 13                 | [ Note 1 ] |
| Pays de Seyne                        | Seyne                      | 5 décembre 2008  | 2017                | 8                  |            |
| Sisteronais                          | Sisteron                   | 18 février 1965  | 2017                | 7                  |            |
| Teillon                              | Demandolx                  | 24 décembre 2001 | 2017                | 3                  |            |
| Terres de Lumière                    | Annot                      | 29 décembre 2004 | 2017                | 7                  |            |
| Ubaye Serre-Ponçon                   | La Bréole                  | 24 décembre 2001 | 2017                | 2                  |            |
| Asse et ses Affluents                | Bras-d'Asse                | 30 décembre 2005 | 2013                | 7                  |            |
| Intercommunalité du Luberon Oriental | Villeneuve                 | 23 décembre 1999 | 2013                | 8                  |            |
| Luberon Durance Verdon               | Manosque                   | 26 novembre 2002 | 2013                | 13                 | [ Note 4 ] |
| Sud 04                               | Sainte-Tulle               | 26 novembre 2002 | 2013                | 3                  |            |
| Trois Vallées                        | Digne-les-Bains            | 27 novembre 2002 | 2013                | 8                  |            |
| Val de Rancure                       | Le Castellet               | 3 mai 1994       | 2011                | 3                  |            |

## Redécoupages intercommunaux

### Projet de 2011
En 2011, un projet de schéma départemental de coopération intercommunale (SDCI) avait été adopté par un arrêté préfectoral du 12 décembre 2011. Il prévoyait « la couverture intégrale du territoire par des EPCI à fiscalité propre et la suppression des enclaves et des discontinuités territoriales » ou encore « la rationalisation du périmètre des EPCI à fiscalité propre existants ». Ce projet fait suite à la loi no 2010-1563 du 16 décembre 2010 de réforme des collectivités territoriales.
Treize communes (sur les 200 à l'époque) n'appartenaient à aucun établissement public de coopération intercommunale : Aiglun, Champtercier, Curbans, Les Mées, Moustiers-Sainte-Marie, Oppedette, La Palud-sur-Verdon, Riez, Roumoules, Sainte-Croix-à-Lauze, Sainte-Croix-du-Verdon, Saint-Jurs et Thèze.
De plus, certaines communautés de communes présentaient une discontinuité territoriale : Mézel avec la communauté de communes des Trois Vallées, et Peipin, Peyruis et Ganagobie avec la communauté de communes de la Moyenne Durance (résultant de la transformation d'un district).

#### Projet présenté le 21 avril 2011
Le premier projet prévoyait le passage à onze intercommunalités (dénommées « pôles ») dont deux communautés d'agglomération autour de Manosque et Digne-les-Bains :
| Pôle                           | Caractéristiques                                                                                        | Communes | Population (2008) |
| ------------------------------ | --- | -------- | ----------------- |
| Pôle manosquin (Manosque)      | Transformation en communauté d'agglomération ; organisation durable du sud du territoire départemental  | 27       | 60 914 hab.       |
| Pôle dignois (Digne-les-Bains) | Transformation en communauté d'agglomération ; attraction et transition d'un point de vue topographique | 38       | 31 279 hab.       |
| Pôle Moyenne-Durance           | Nœud d'échanges                                                                                         | 14       | 20 393 hab.       |
| Pôle sisteronais (Sisteron)    | Lien entre des territoires ruraux et une ville « bien dotée en infrastructures »                        | 30       | 13 794 hab.       |
| Pôle du Pays de Forcalquier    | Maintien de la communauté de communes du pays de Forcalquier et montagne de Lure                        | 13       | 9 294 hab.        |
| Pôle de Barcelonnette          | Maintien de la communauté de communes Vallée de l'Ubaye                                                 | 14       | 7 770 hab.        |
| Pôle du Verdon                 | Organisation durable de l'est du territoire départemental                                               | 19       | 6 352 hab.        |
| Pôle du Pays de Haute-Provence | Maintien de la communauté de communes de Haute-Provence                                                 | 8        | 5 267 hab.        |
| Pôle du Pays de Banon          | Territoire rural au cœur du parc naturel régional du Luberon                                            | 12       | 3 468 hab.        |
| Pôle du Pays de Seyne          | Préservation des frontières naturelles et culturelles                                                   | 10       | 3 447 hab.        |
| Pôle Vaïre/Var                 | Organisation de l'extrême Est du département                                                            | 13       | 3 296 hab.        |

#### Projet arrêté le 12 décembre 2011
La préfète des Alpes-de-Haute-Provence a arrêté le SDCI le 12 décembre 2011, après deux réunions de la commission départementale de coopération intercommunale (CDCI) les 18 et 28 novembre 2011.
Les pôles du Pays de Forcalquier, de Barcelonnette et de Haute-Provence sont actés en l'état, tout comme celui de Banon, qui comprend l'adhésion des communes isolées d'Oppedette et de Sainte-Croix-à-Lauze. Plusieurs autres amendements ont été soumis au vote de la CDCI :
- intégration de Sainte-Croix-du-Verdon au pôle dignois et non au pôle manosquin ;
- dans le pôle du Verdon, maintien en l'état des communautés de communes (CC) du Haut Verdon-Val d'Allos, du Teillon et du Moyen-Verdon (plus intégration de La Palud-sur-Verdon) ;
- dans le pôle dignois, maintien en l'état des CC de Haute-Bléone, de Duyes et Bléone, ainsi que la constitution d'un EPCI avec deux CC et cinq communes isolées[Note 5] ;
- dans le pôle Vaïre/Var, rejet des amendements concernant le maintien de la CC du Pays d'Entrevaux ou de sa fusion avec deux CC du département voisin des Alpes-Maritimes ;
- dans le pôle de Seyne, maintien en l'état de la CC Ubaye Serre-Ponçon ;
- dans le pôle Moyenne-Durance, rattachement de la commune de Peipin à la CC Lure-Vançon-Durance ;
- dans le pôle Sisteronais, maintien en l'état des CC de la Vallée du Jabron, du Sisteronais, et intégration de Thèze et Curbans à la CC de La Motte-du-Caire - Turriers.

### Projet de 2015
Un deuxième projet de redécoupage intercommunal est présenté par le préfet le 12 octobre 2015, faisant suite à la publication de la loi no 2015-991 du 7 août 2015 portant nouvelle organisation territoriale de la République, dite « loi NOTRe ». Les dispositions de cette loi visent plusieurs objectifs, notamment :
- la constitution d'EPCI à fiscalité propre d'une population supérieure à 15 000 habitants, avec des dérogations, sans pour autant descendre en dessous de 5 000 habitants, ainsi que pour les projets d'EPCI :
  - dont la densité démographique est inférieure à la moitié de la densité nationale au sein d'un département dont la densité démographique est inférieure à la densité nationale (seuil démographique déterminé par pondération entre le nombre de 15 000 habitants et le rapport densité démographique du département / densité nationale),
  - dont la densité démographique est inférieure à 30 % de la densité nationale,
  - comprenant au moins la moitié des communes en zone de montagne,
  - incluant la totalité d'un EPCI de plus de 12 000 habitants issue d'une fusion intervenue entre le 1er janvier 2012 et la date de publication de la loi NOTRe ;
- la cohérence spatiale des EPCI au regard du périmètre des bassins de vie, des unités urbaines[Note 6] et des schémas de cohérence territoriale ;
- l'accroissement de la solidarité financière et de la solidarité territoriale.

#### Projet présenté le 12 octobre 2015
Le premier projet prévoyait huit pôles, dont deux communautés d'agglomération :
| Pôle                 | Structures intercommunales | Communes | Population totale 2012 |
| -------------------- | --- | -------- | ---------------------- |
| Banon-Haute-Provence | CC de Haute-Provence + CC du Pays de Banon | 20       | 8 970                  |
| Dignois              | CC Asse Bléone Verdon + CC des Duyes et Bléone + CC de Haute Bléone + CC de la Moyenne Durance + CC du Pays de Seyne | 46       | 47 716                 |
| Forcalquier          | CC du pays de Forcalquier et montagne de Lure | 13       | 9 535                  |
| Jabron-Lure          | CC de la Vallée du Jabron + CC Lure-Vançon-Durance | 14       | 5 368                  |
| Manosquin            | Durance Luberon Verdon Agglomération | 26       | 63 007                 |
| Sisteronais          | CC du Sisteronais + CC de La Motte-du-Caire - Turriers + CC du canton de Ribiers Val de Méouge (Hautes-Alpes) + CC du Laragnais (Hautes-Alpes) + adhésion de Bellaffaire (2016) et Piégut (2017) ; retrait de Claret et Curbans et création de communes nouvelles dans les Hautes-Alpes | 34       | 21 108                 |
| Ubaye                | CC Vallée de l'Ubaye + CC Ubaye Serre-Ponçon | 16       | 8 439                  |
| Verdon               | CC du Haut-Verdon Val d'Allos + CC du Moyen Verdon + CC du Teillon + CC du Pays d'Entrevaux + CC Terres de Lumière | 41       | 11 343                 |

#### Projet arrêté le 25 mars 2016
Le schéma départemental de coopération intercommunale a été arrêté par le préfet le 25 mars 2016, après réunion de la commission départementale de coopération intercommunale le 21 mars 2016.
Les pôles de Forcalquier, de Sisteron et Jabron-Lure sont actés en l'état. Plusieurs autres amendements ont été soumis au vote de la CDCI :
- Saint-Maime quitte le pôle manosquin pour rejoindre le pôle Banon-Haute-Provence ; en revanche, l'adhésion de Saint-Julien-d'Asse (quittant le pôle dignois) est rejetée ;
- Pontis quitte le pôle Ubaye pour rejoindre la communauté de communes « autour du Lac de Serre-Ponçon » ;
- dans le pôle Verdon, la sortie de la CC du Pays d'Entrevaux et le maintien de la CC du Moyen-Verdon ont été rejetés.

Par conséquent :
- le pôle Banon-Haute-Provence comprendra la CC de Haute-Provence, CC du Pays de Banon, ainsi que la commune de Saint-Maime ;
- le pôle manosquin comprendra alors vingt-cinq communes ;
- le pôle Ubaye comprendra quatorze communes (avec le départ de Pontis et la constitution d'une commune nouvelle).

## Pays loi Voynet
Le département était composé de plusieurs pays loi LOADDT, ou Pays issus de la loi Voynet, situés totalement ou partiellement sur le département des Alpes-de-Haute-Provence dont subsiste :
- Pays Serre-Ponçon Ubaye Durance